# 10272 Yuko
A 10272 Yuko (ideiglenes jelöléssel (10272) 1981 EF13) a Naprendszer kisbolygóövében található aszteroida. Schelte J. Bus fedezte fel 1981. március 1-jén.

## Kapcsolódó szócikk
- Kisbolygók listája (10001–10500)